# 金鐘獎戲劇類節目視覺特效獎
金鐘獎戲劇類節目視覺特效獎是由文化部影視及流行音樂產業局在臺灣舉辦的現行頒發獎項，2022年第57屆金鐘獎設立視覺特效獎。

## 歷屆得獎暨入圍名單
|  | 獲獎者 |

### 戲劇類節目視覺特效獎（第57屆～至今）
| 年度 （屆數）   | 電視作品                                                                                |
| --------------- | --------------------------------------------------------------------------------------- |
| 2022 （第57屆） | 嚴振欽／《斯卡羅》財團法人公共電視文化事業基金會                                        |
| 2022 （第57屆） | 王奕盛／《孟婆客棧》                                                                    |
| 2022 （第57屆） | 李昭樺、梁晨興／《無神之地不下雨》                                                      |
| 2022 （第57屆） | 林奇鋒、拔辣【林妍伶】、盧冠松、傅琬婷、凃維廷、陳銘澤／《茶金》                        |
| 2022 （第57屆） | 凃維廷、陳銘澤／《火神的眼淚》                                                          |
| 2023 （第58屆） | 凃維廷、袁長壽、江瑋竑、范婕妤、葉羿伶／《人選之人—造浪者》大慕影藝國際事業股份有限公司 |
| 2023 （第58屆） | 徐國洲／《台灣犯罪故事》                                                                |
| 2023 （第58屆） | 郭憲聰／《村裡來了個暴走女外科》                                                        |
| 2023 （第58屆） | 陳奕仁、王重治、張朝銘／《我願意》                                                      |
| 2023 （第58屆） | 凃維廷、洪昰顥、朱科豐／《模仿犯》                                                      |
| 2024 （第59屆） | 李志緯、吳聲政、楊立敏、杜保賢、陳勃佑／《地獄里長》                                    |
| 2024 （第59屆） | 潘胤余、徐廉傑／客家尋味劇場─《女孩上場2》                                              |
| 2024 （第59屆） | 嚴振欽、陳晏平／《商魂》                                                                |
| 2024 （第59屆） | 嚴振欽／《茁劇場—非殺人小說》                                                           |
| 2024 （第59屆） | 凃維廷、王懷玉、林婉柔、袁長壽／《不良執念清除師》                                      |
| 2025 （第60屆） |                                                                                         |
|                 |                                                                                         |
|                 |                                                                                         |
|                 |                                                                                         |
|                 |                                                                                         |

## 外部連結
- 廣播電視金鐘獎官方網站 （页面存档备份，存于）
- 歷屆電視金鐘獎得獎入圍名單 （页面存档备份，存于）